# عمارت دادگستری شهرستان دالاس

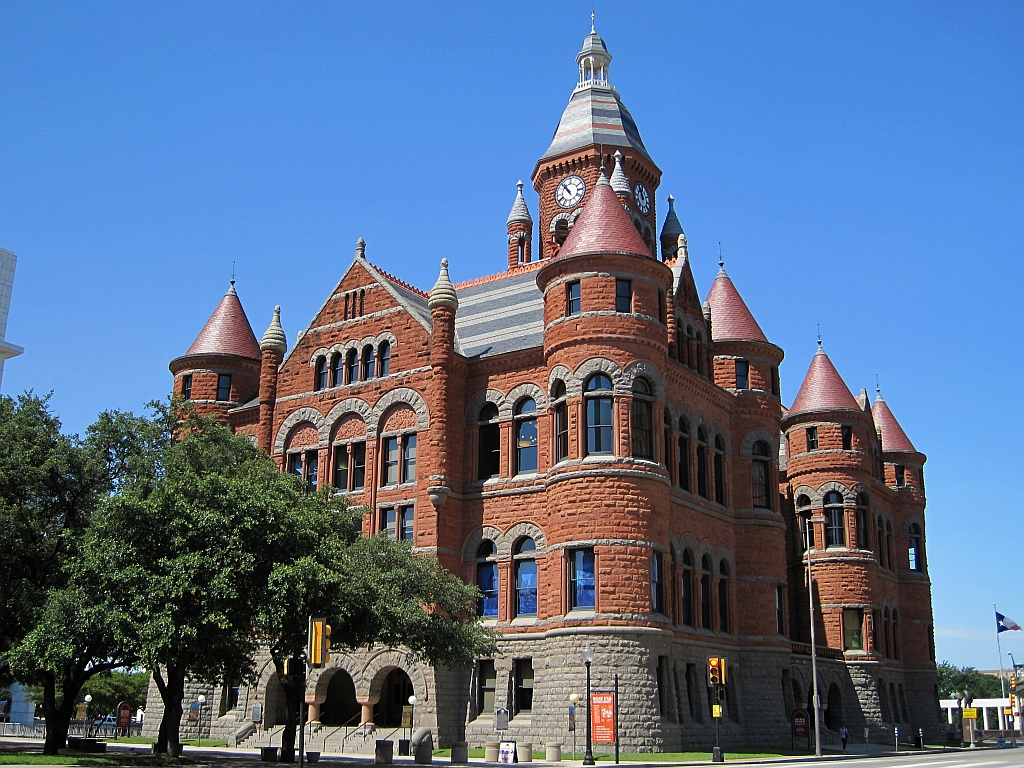

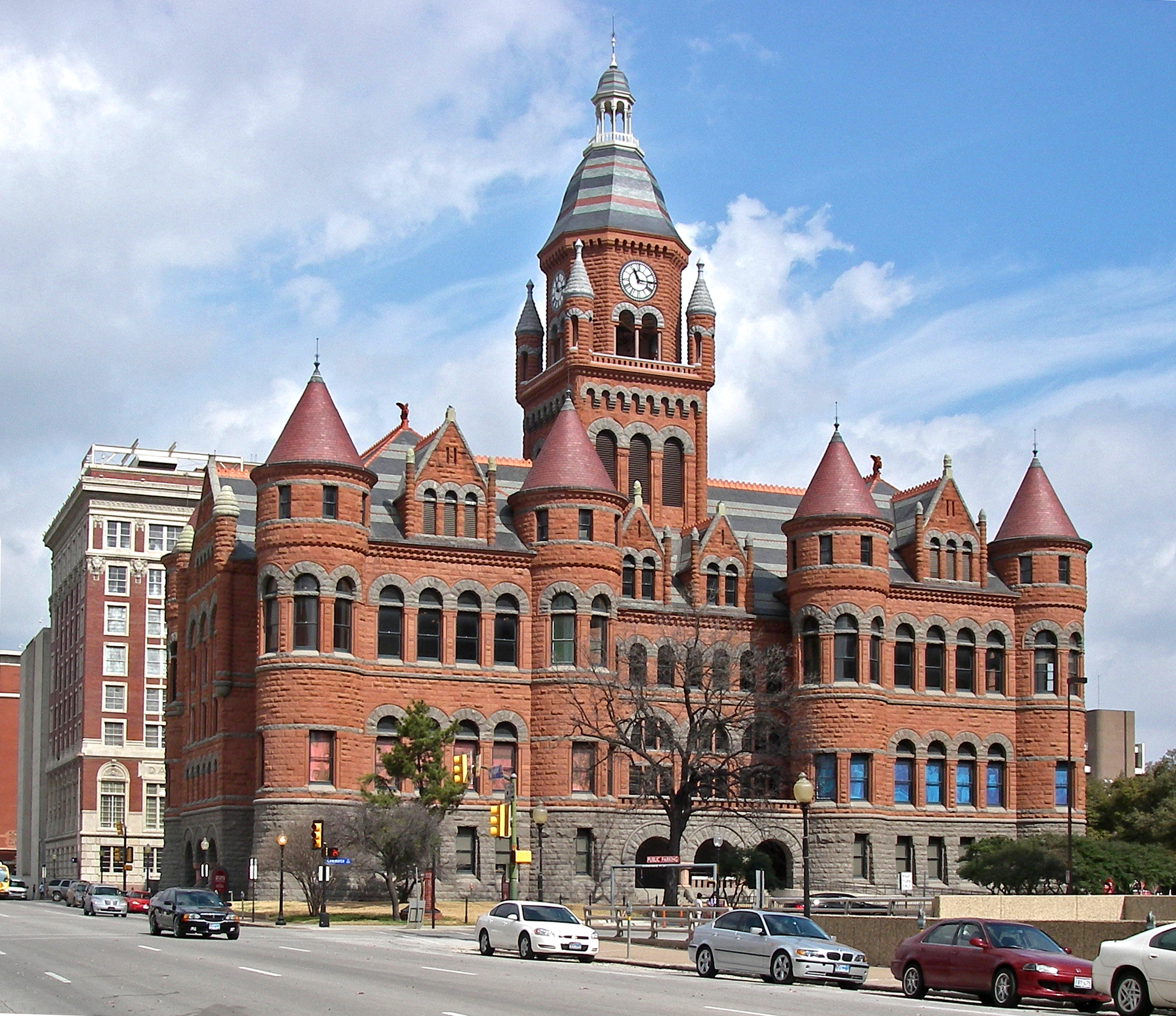

عمارت دادگستری شهرستان دالاس (به انگلیسی: Dallas County Courthouse) عمارتی تاریخی در مرکز شهر دالاس از شهرستان دالاس، تگزاس است.
این بنا در ۱۸۹۱ ساخته گردید و معمار آن ماکس اورلوپ بود.
این ساختمان امروزه یک موزه و توسط میراث فرهنگی آمریکا به ثبت رسیده است.